# لورانس روش
لورانس روش (بالإنجليزية: Laurence Roche)‏ هو دراج أيرلندي سابق.

## روابط خارجية
- لورانس روش على موقع أرشيف الدراجات (الإنجليزية)